# Klubowe
Klubowe – trzeci album studyjny polskiego rapera Tymka. Wydawnictwo ukazało się 22 marca 2019 roku nakładem wytwórni Renesans.
Album otrzymał w Polsce status platynowej płyty w 2020 roku.

## Lista utworów
Opracowano na podstawie materiału źródłowego.
1. Interesy
2. Romans
3. Język Ciała
4. Z ziemi włoskiej do Polski
5. Banale (gościnnie: Wiatr)
6. Jedyna
7. Poza Kontrolą
8. Bajka (gościnnie: Frosti, Pater)
9. Amore (gościnnie: Bambax)
10. Końcowe Napisy
11. Klubowa Suka
12. Renesans 2.0 (gościnnie: Trill Pem, Sosad, Jony)
13. Dolewam

## Certyfikaty
| Kraj          | Certyfikat      |
| ------------- | --------------- |
| Polska (ZPAV) | platynowa płyta |